# Apanteles zomborii
Apanteles zomborii är en stekelart som först beskrevs av Papp 1993.  Apanteles zomborii ingår i släktet Apanteles och familjen bracksteklar. Inga underarter finns listade i Catalogue of Life.